# Gare du Bémont
La gare du Bémont est une halte ferroviaire suisse de la ligne de La Chaux-de-Fonds à Le Noirmont et Glovelier. Elle est située sur la limite entre le village centre et le Plain d'Evrasse, sur le territoire de la commune du Bémont dans le canton du Jura.
C'est une halte des Chemins de fer du Jura (CJ), desservie par des Trains régionaux.

## Situation ferroviaire
Établie à 971 mètres d'altitude, la halte du Bémont est située au point kilométrique (PK) 7,228 de la ligne de La Chaux-de-Fonds à Le Noirmont et Glovelier, entre les gares de Saignelégier et Pré-Petitjean.

## Service des voyageurs

### Accueil
Halte des CJ, c'est un point d'arrêt non géré (PANG) à accès libre, un abri de quai et un oblitérateur y sont installés.

### Desserte
Le Bémont est desservie par les trains régionaux CJ de la relation Glovelier - La Chaux-de-Fonds.

### Intermodalité
Le centre du village est à moins de 100 mètres.